# Pierre Loti

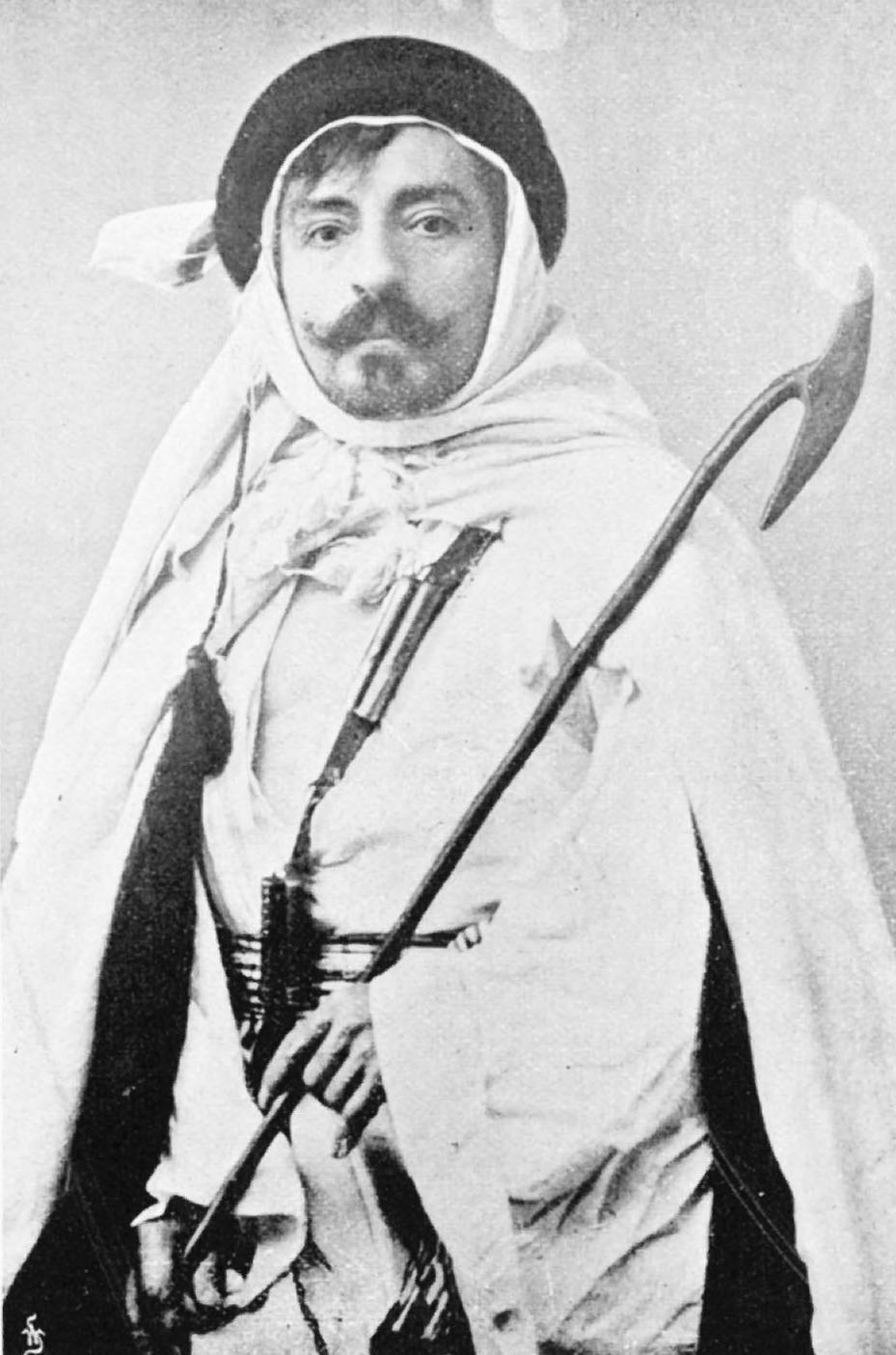
Pierre Loti

Pierre Loti, eigenlijk Julien Viaud (Rochefort, 14 januari 1850 – Hendaye, 10 juni 1923) was een Frans marineofficier en schrijver. Hij baseerde zijn werk vooral op zijn verre reizen, vaak naar exotische landen.

## Leven en werk
Loti kwam uit een familie van zeevaarders. Zijn vader was scheepsarts en zelf koos hij in 1867 ook voor een studie bij de Ecole navale (Marineschool) te Brest. Na zijn opleiding maakte hij direct twee grote zeereizen en deed onder andere Tahiti aan, waar hij zijn pseudoniem koos.

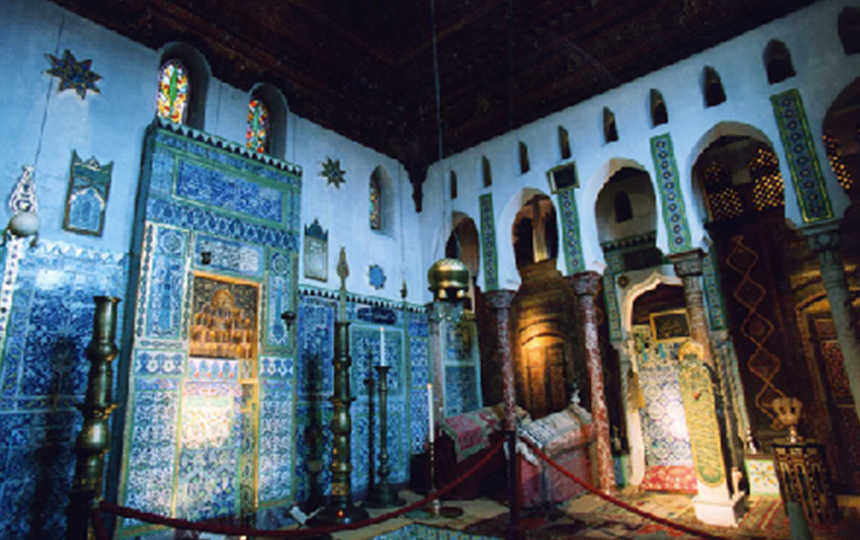
Loti-huis te Rocheford

In 1879 debuteerde Loti met Aziyadé. Literaire roem volgde toen de ‘Nouvelle Revue’ Le mariage de Loti (1880) publiceerde: een autobiografisch verhaal dat zich afspeelde op Tahiti. Het werd in 1883 de basis voor de bekende opera Lakmé van Léo Delibes.
Vanaf dat moment zijn Loti's marineloopbaan en zijn schrijversleven niet meer van elkaar te scheiden. Vrijwel elke reis vormde de aanleiding tot een nieuwe roman of reisimpressie. Met name Turkije inspireerde hem, na Aziyadé onder andere ook voor Les désenchantées (1906). Pêcheur d'Islande (1886, later ook verfilmd), vaak beschouwd als zijn beste werk, was ook zijn meest succesrijke roman.
Loti’s melancholieke romans en reisimpressies hadden veel succes bij een publiek dat op dat moment genoeg leek te hebben van het naturalisme. Hij muntte uit in beschrijvingen van de zee en exotische landen, in een elegante, eenvoudige, soms impressionistisch aandoende stijl. Loti wordt echter een gebrek aan scheppende fantasie verweten, waardoor de intrige vaak niet verder komt dan een liefdesgeschiedenis tussen een zeeofficier en een uitheemse schone. De karakteranalyse is vaak mager. Zijn pessimisme over inheemse beschavingen die door het kolonialisme bedreigd worden, is oprecht maar leidt vaak niet tot echte verdieping.
Hij was ook een virulent antisemiet, wat blijkt uit zijn reisverslag over het Heilig Land (Jérusalem, 1894). De Nederlandse schrijver Jacob Israël de Haan schreef er het volgende over: "welk een plebejische Jodenhaat. Bij den Klaagmuur: ‘Waarlijk, het laat een onuitwischbaar teeken achter, Jezus te hebben gekruisigd. Misschien moet men hier komen, om het zóó te zien, maar het is zeker: op al die gezichten staat een merkteeken gedrukt van laagheid, die dit geheele ras kenmerkt.’ En verder: ‘Op zich zelf is het eenig, aandoenlijk, prachtig: de onwankelbare liefde van dit volk voor zijn verloren vaderland, na zooveel ongehoorde ellenden, zooveel eeuwen van verbanning en verstrooiing. En men zou met hen willen weenen, als het geen Joden waren, en als men zijn hart niet voelde versteenen bij al hun afschuwelijke gezichten.’" (Algemeen Handelsblad, 24 okt. 1919)
Loti werd in 1893 lid van de Académie française. In 1910 sloot hij zijn marineloopbaan af, maar tijdens de Eerste Wereldoorlog trad hij tijdelijk weer in actieve dienst. Na de oorlog trok hij zich terug in Baskenland en wijdde zich aan zijn jeugdherinneringen en zijn Journal intime.
Zijn ouderlijk huis in Rochefort bouwde hij zelf om tot een soort somptueuze fantasiewereld vol exotische curiositeiten. Hij liet er een gotische en een renaissance zaal inrichten evenals een moskee, een Turks salon, een Arabische kamer en een kloostercel. Het is thans een voor publiek toegankelijk historisch monument.
Hij overleed in 1923 op 73-jarige leeftijd aan de gevolgen van hemiplegie.

## Bibliografie

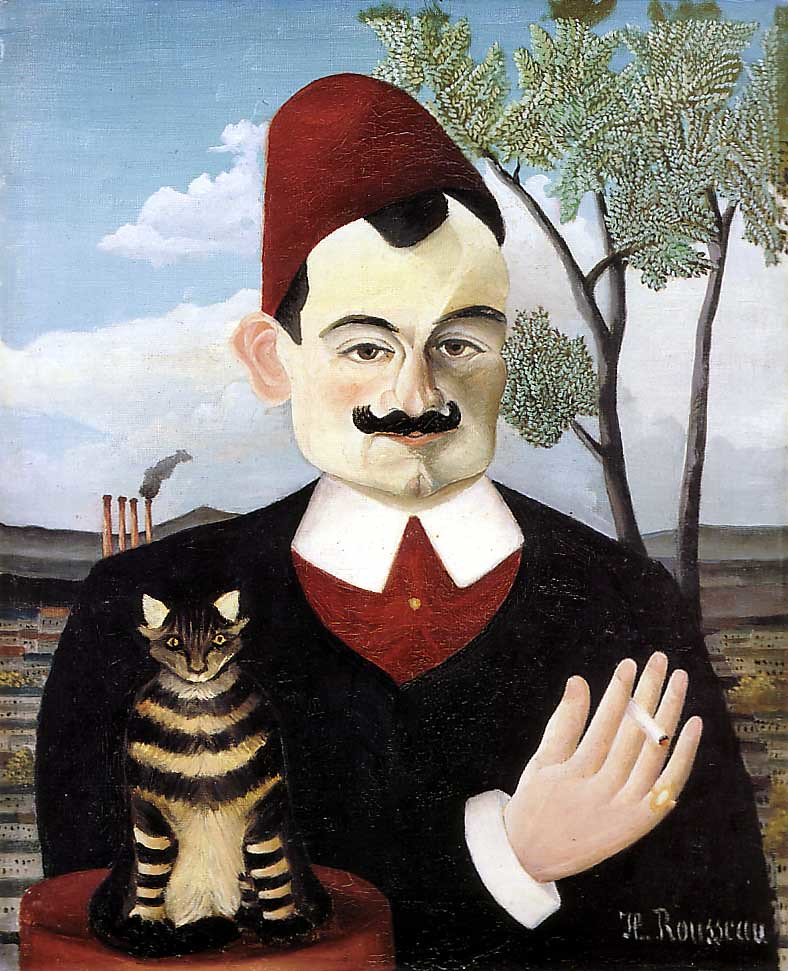
Pierre Loti, door Henri Rousseau